# Cuestión prejudicial
Una cuestión prejudicial en el sistema jurisdiccional de la Unión Europea, es aquel mecanismo de carácter incidental, cuyo objetivo es garantizar la aplicación efectiva y homogénea del Derecho comunitario y evitar interpretaciones divergentes, que permite u obliga a los órganos judiciales nacionales plantear al Tribunal de Justicia de la Unión Europea las dudas relativas a la interpretación del Derecho originario y a la interpretación o validez del Derecho derivado aplicable a los litigios cuyo conocimiento les ha sido atribuido.
Un Juez nacional puede elevar una cuestión prejudicial al Tribunal de Justicia de la Unión Europea cuando tenga dudas sobre la aplicación de una ley comunitaria en una determinada causa; y será competencia de este tribunal el resolver la cuestión sobre dicha norma comunitaria, tanto si es válida como si no, total o parcialmente, e informará al Juez nacional. Su tramitación se regula con carácter general en el artículo 267 del Tratado de Funcionamiento de la Unión Europea.
El órgano judicial interno solo está obligado a formular la cuestión prejudicial si se trata de una duda que competa bien al Tribunal Supremo, o bien al Tribunal Constitucional; acabando así con el procedimiento en el ámbito interno.
Es un procedimiento incidental de un litigio principal que el TJUE ayuda a resolver, suspendiéndose temporalmente el procedimiento a la espera de la respuesta del TJUE, que vincula al juez nacional. Si en respuesta a la cuestión prejudicial, el TJUE determina que una norma es nula, quedará expulsada automáticamente del ordenamiento jurídico (la Sentencia tendrá efectos erga omnes, es como un recurso de nulidad de facto).